# Vierbänder-Saftkugler

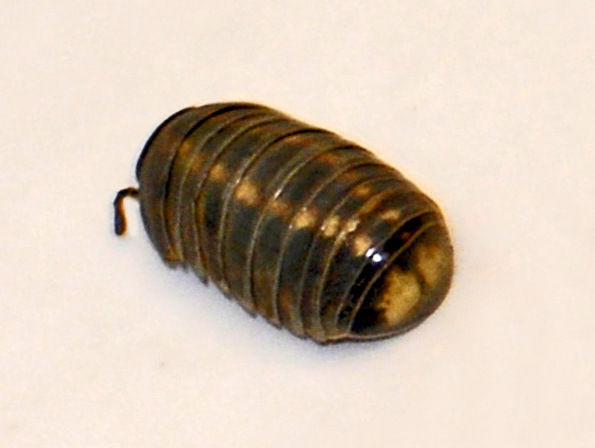
Ein Museumsexemplar

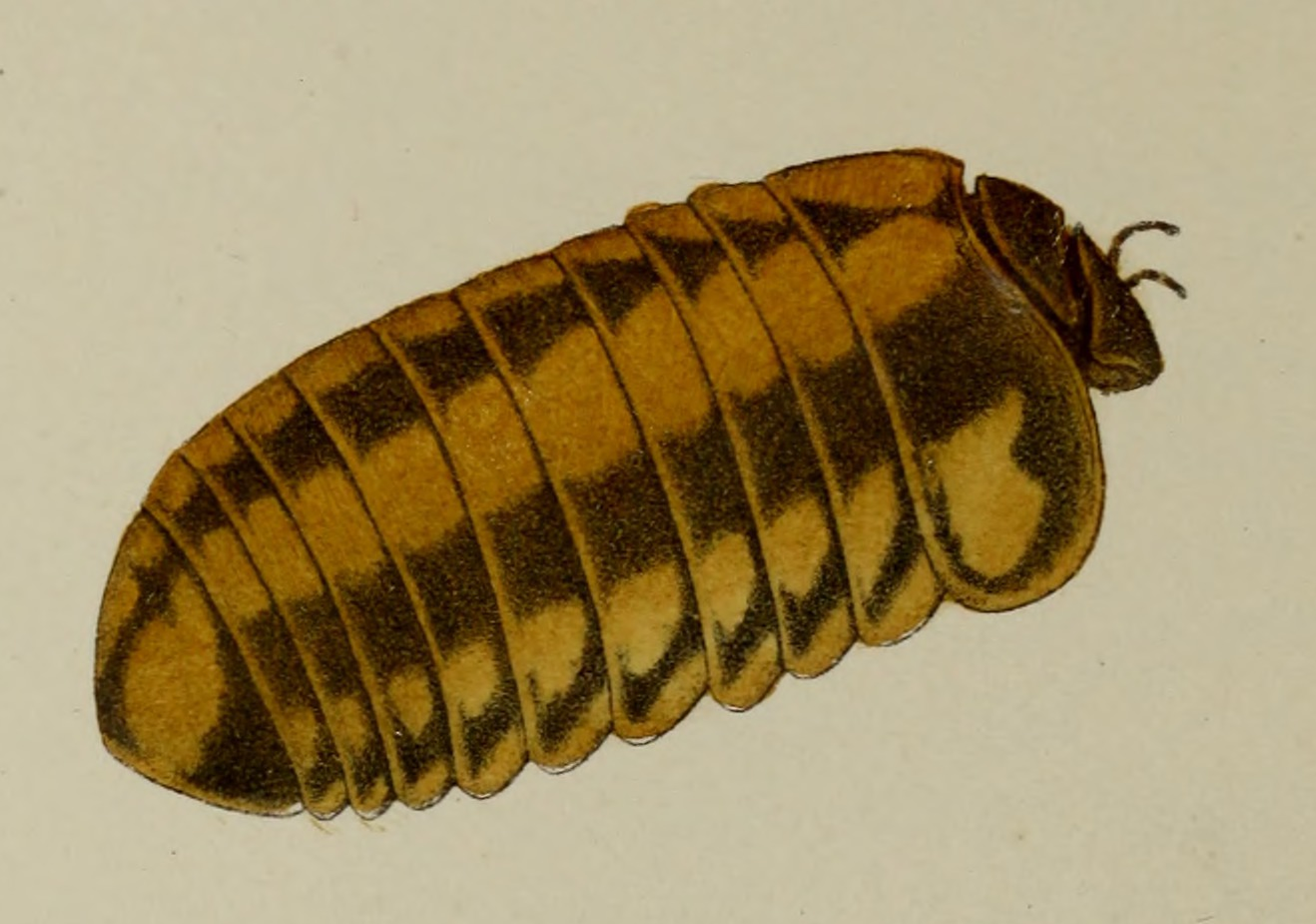
Zeichnung von Glomeris connexa

Der Vierbänder-Saftkugler (Glomeris connexa) ist eine Art der zu den Doppelfüßern gehörenden Saftkugler und in Mittel- bis Südeuropa verbreitet.

## Merkmale
Die Körperlänge der Männchen beträgt 8–17 mm, die der Weibchen 5–15 mm. Der Körper besteht aus 12 Körperringen. Die Grundfarbe des Körpers ist glänzend schwarzgrau bis braun, darauf finden sich vier Fleckenreihen aus rötlichen, rotorangen oder gelblichen bis gelblich-weißen Flecken, bei denen die mittleren Flecken beim gestreckten Tier zu zwei Längsbinden auf dem Rücken verschmolzen sind. Dadurch unterscheidet sich die Art von Glomeris tetrasticha oder Glomeris helvetica, die zwar ebenfalls vier Fleckenreihen auf den Rückenschilden aufweisen, bei denen die mittleren Flecken jedoch immer deutlich getrennt sind. Die Unterseite von G. connexa ist hell gefärbt. Die Mitteltergite (mittleren Rückenschilder) sind außen am Vorderrand breit weiß gesäumt (antimelanistische Konstante). Die Flecken der äußeren Reihen sind sehr groß. Das Präanaltergit (letzter Rückenschild) weist zwei Flecken in Längsrichtung auf, die meist vom Vorder- bis zum Hinterrand durchgehen und durch einen schmalen, dunklen, oft unterbrochenen Strich, getrennt sind.

## Verbreitung und Lebensraum
Das Verbreitungsgebiet der Art liegt im zentralen Europa bis Südeuropa. Dabei liegt der Verbreitungsschwerpunkt in den südlichen Alpen und umliegenden Gebieten. Bekannt ist die Art aus dem westlichen Österreich, der südlichen Schweiz, Deutschland (hier nach aktueller Auffassung nur im Süden Bayerns, in älteren Angaben vor allem im Süden und Südwesten, aber im Norden bis in den Harz), Nord- bis Zentralitalien, dem Südosten Frankreichs, Polen und Tschechien (mit einer isolierten Population im Grenzgebiet der beiden Länder) und eventuell Slowenien. Dabei erreicht die Art nach älteren Angaben im Harz ihre nördliche Verbreitungsgrenze, nach neueren Angaben im Süden Polens. Viele Angaben nördlich der Alpen und des Alpenvorlands beziehen sich auf die ähnliche Art Glomeris tetrasticha, die bis 2001 meist mit G. connexa verwechselt worden ist. Daher muss das genaue Verbreitungsgebiet neu definiert werden.
Die Art findet sich in Wäldern und seltener Heiden bis in 1300 m Höhe. Meist lebt sie in steinigem Gelände, wo sie unter Steinen zu finden ist. Die Art ist auch aus Höhlen bekannt. Glomeris connexa gilt als ungefährdet, wird aber nicht häufig gefunden.

## Lebensweise
Adulte Exemplare finden sich von März bis November, meist jedoch im Sommer.

## Taxonomie
Synonyme der Art sind Eurypleuroglomeris connexa (C. L. Koch, 1847), Glomeris albocincta Koch, 1847, Glomeris fagivora Verhoeff, 1906, Glomeris guttata Risso, 1826, Glomeris humbertiana Humbert, 1893 und Glomeris verhoeffi Brölemann, 1924.

### Unterarten
Es gibt mehrere Unterarten von Glomeris connexa. Dazu zählen:
- Glomeris connexa alpina Latzel, 1884
- Glomeris connexa carpathica Latzel, 1882
- Glomeris connexa connexa Latzel
- Glomeris connexa distichella Berlese
- Glomeris connexa perplexa Latzel, 1895
- Glomeris connexa scutolimbata Verhoeff, 1906